# Parc national de Gorumara
Le parc national de Gorumara est situé dans l'État du Bengale-Occidental en Inde. On y trouve notamment des rhinocéros indiens (Rhinoceros unicornis).